# Ogimachi
Keizer Ōgimachi (正親町天皇, Ōgimachi-tennō, 18 juni 1517 – 6 februari 1593) was de 106e keizer van Japan, volgens de traditionele opvolgvolgorde. Hij regeerde van 27 oktober 1557 tot 17 december 1586, wat samenvalt met de Sengoku-periode en de Azuchi-Momoyamaperiode.
Ōgimachi was de zoon van keizer Go-Nara. Zijn persoonlijke naam was Michihito (方仁).

## Leven
Ōgimachi werd keizer na de dood van zijn vader. Ten tijde van zijn troonsbestijging verkeerde Japan in een zware crisis; het land werd verscheurd door oorlogen tussen verschillende clans en daimyo’s. De keizerlijke macht was bovendien enorm afgezwakt omdat het hof voor financiële steun afhankelijk was van de rijke clans en edelen. Zo werd de kroningsceremonie van Ōgimachi gefinancierd door Mori Motonari en anderen.
Uiteindelijk was het Oda Nobunaga die het tij wist te keren en de keizerlijke macht weer aan wist te sterken. Hij gebruikte de keizer regelmatig als onderhandelaar in zijn gevechten met vijanden. Rond 1573 begon hij echter te eisen dat Ōgimachi zou aftreden, maar die weigerde.
De keizerlijke familie begon ten tijde van Ōgimachi’s regeerperiode ook een samenwerking met Toyotomi Hideyoshi om hun machtspositie veilig te stellen. Hierdoor klom het hof uit het dal waar het sinds de Onin-oorlog in verkeerde.
In 1586 trad Ōgimachi af ten gunste van zijn kleinzoon, Go-Yōzei. Hij trok zich terug in het Sennōdapaleis. Hij stierf op 75-jarige leeftijd.

## Perioden
Ōgimachi’s regeerperiode omvat de volgende tijdsperioden van de Japanse geschiedenis:
- Kōji (1555-1558)
- Eiroku (1558-1570)
- Genki (1570-1573)
- Tenshō (1573-1592)

* Regent Jingu staat niet op de traditionele lijst.